# خوزه لزاما لیما
خوزه لزاما لیما (اسپانیایی: José Lezama Lima‎; ۱۹ دسامبر ۱۹۱۰ – ۹ اوت ۱۹۷۶) رمان‌نویس و شاعر اهل کوبا بود که تأثیر به‌سزایی بر ادبیات اسپانیایی‌زبان داشت.